# The Walls of Jericho
The Walls of Jericho is een Amerikaanse dramafilm uit 1948 onder regie van John M. Stahl. Destijds werd de film in Nederland uitgebracht onder de titel De muren van Jericho.

## Verhaal
De advocaat Dave Connors heeft politieke ambities. Hij is getrouwd met Belle, maar hij is verliefd op zijn collega Julia Norman. Bovendien heeft Algeria Wedge, de vrouw van zijn beste vriend, een oogje op hem. Wanneer Dave haar afwijst, besmeurt Algeria zijn reputatie. Als gevolg daarvan kan Dave een kruis maken over zijn politieke loopbaan. Algeria wil intussen haar eigen man aan de macht helpen.

## Rolverdeling
| Acteur           | Personage        |
| ---------------- | ---------------- |
| Cornel Wilde     | Dave Connors     |
| Linda Darnell    | Algeria Wedge    |
| Anne Baxter      | Julia Norman     |
| Kirk Douglas     | Tucker Wedge     |
| Ann Dvorak       | Belle Connors    |
| Marjorie Rambeau | Mevrouw Dunham   |
| Henry Hull       | Jefferson Norman |
| Colleen Townsend | Marjorie Ransome |
| Barton MacLane   | Gotch McCurdy    |
| Griff Barnett    | Rechter Hutto    |
| William Tracy    | Cully Caxton     |
| Art Baker        | Peddigrew        |